# دارورسانی مغناطیسی
دارورسانی مبتنی بر نانوذرات مغناطیسی روشی است که در آن ذرات مغناطیسی مانند نانوذرات اکسید آهن به دلیل سهولت هدایت آهنربایی آن‌ها، جزء یک وسیله انتقال دهنده برای دارورسانی مغناطیسی هستند. نانوذرات مغناطیسی می‌توانند قابلیت تصویربرداری و رهایش کنترل شده را به مواد رساننده دارو مانند میسلها، لیپوزومها و پلیمرها منتقل کنند.
آهنرباهای مولکولی پلتفرمی هستند که داروهای نامحلول (سمی) را بدون افزودن نانوذرات اکسید آهن مغناطیسی در مواد حامل زیست سازگار ترکیب می‌کنند.